# Dipsastraea pallida
Dipsastraea pallida is een rifkoralensoort uit de familie Merulinidae. De wetenschappelijke naam van de soort is voor het eerst geldig gepubliceerd in 1846 door James Dwight Dana.